# ESP8266
El ESP8266 es un chip de bajo costo Wi-Fi con un stack TCP/IP completo y un microcontrolador, fabricado por Espressif, una empresa afincada en Shanghái, China
El primer chip se hace conocido en los mercados alrededor de agosto de 2014 con el módulo ESP-01, desarrollado por la empresa AI-Thinker. Este pequeño módulo permite a otros microcontroladores conectarse a una red inalámbrica Wi-Fi y realizar conexiones simples con TCP/IP usando comandos al estilo Hayes.
El ESP8285 es como un ESP8266 pero con 1 MB de memoria flash interna, para permitir a dispositivos de un chip conexiones de Wi-Fi.
El sucesor de estos módulos es el ESP32.

## Características
- CPU RISC de 32-bit: Tensilica Xtensa LX106 a un reloj de 80 MHz[a]
- RAM de instrucción de 64 KB, RAM de datos de 96 KB
- Capacidad de memoria externa flash QSPI - 512 KB a 4 MB* (puede soportar hasta 16 MB)
- IEEE 802.11 b/g/n Wi-Fi
  - Tiene integrados: TR switch, balun, LNA, amplificador de potencia de RF y una red de adaptación de impedancias
  - Soporte de autenticación WEP y WPA/WPA2
- 16 pines GPIO (Entradas/Salidas de propósito general)
- SPI, I²C,
- Interfaz I²S con DMA (comparte pines con GPIO)
- Pines dedicados a UART, más una UART únicamente para transmisión que puede habilitarse a través del pin GPIO2
- 1 conversor ADC de 10-bit

## Placas de desarrollo
El ESP8266 normalmente viene integrado en un módulo. Esto se debe a que el propio SoC ESP8266 no tiene memoria Flash integrada. El primero que vio la luz fue el ESP-01 el cual estaba pensado para funcionar como interfaz WiFi de las placas de Arduino. Sin embargo, enseguida se hizo muy popular en la comunidad Maker.
A partir de este módulo surgieron muchos más hasta que finalmente irrumpió en el mercado el ESP-12, el más popular de todos los módulos. Este módulo se utiliza en multitud de placas siendo las más famosas NodeMCU y Wemos.